# Wilhelm Gerhard

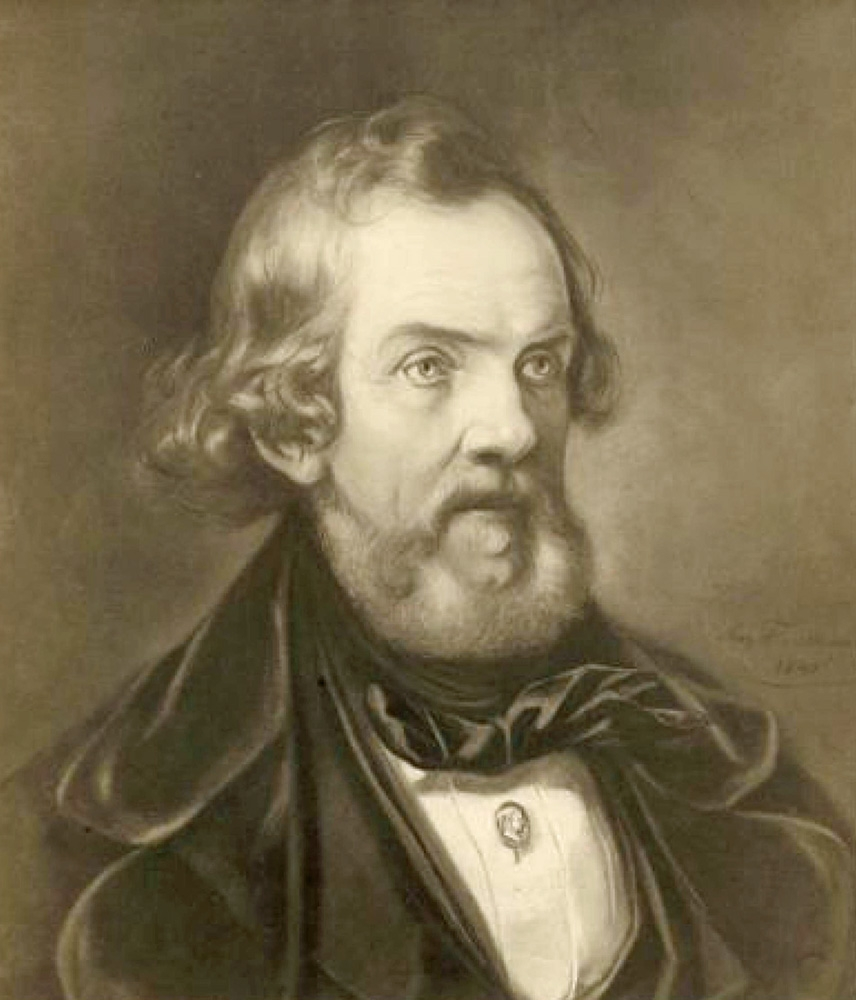
Wilhelm Gerhard

Christoph Wilhelm Leonhard Gerhard (* 29. November 1780 in Weimar; † 2. Oktober 1858 in Heidelberg) war ein deutscher Kaufmann, Dramaturg und Lyriker.

## Leben
Gerhard war der Sohn eines Kaufmanns. Er absolvierte eine vierjährige Lehre zum Handelsgehilfen in Zittau und arbeitete danach in einem Leipziger Handelshaus. 1805 erwarb er das Leipziger Bürgerrecht. Mit einem Kompagnon gründete er eine Schnitt- und Modewarenhandlung.
Vom Schriftsteller August Mahlmann wurde er 1807 in die Leipziger Freimaurerloge Minerva eingeführt. Mit einer Anzahl Freimaurergesänge begann er seine dichterische Laufbahn. Er gab sein Geschäft auf und widmete sich der Schriftstellerei. Neben Gedichten verfasste er vor allem Bühnenstücke oder richtete vorhandene Dichtungen für die Bühne ein. Zeitweise war er Dramaturg am Leipziger Stadttheater. Er arbeitete auch an Übersetzungen.
1827 kaufte er einen parkartigen Garten in Leipzig, den er im englischen Stil umgestalten ließ und der fortan Gerhards Garten hieß. Im Herrenhaus des Gartens empfing er bedeutende Persönlichkeiten des Geisteslebens des 19. Jahrhunderts, wie Ludwig Tieck, Friedrich Rückert, Heinrich Marschner, Albert Lortzing und Felix Mendelssohn Bartholdy. Auch namhafte Künstler wie Bertel Thorvaldsen und Johan Christian Clausen Dahl gehörten zu den Besuchern. Er war auch mit Goethe befreundet. Gerhard wurde zu einem Förderer des geistigen Lebens der Stadt. 1853 ließ er in seinem Garten ein Sommertheater errichten.
Neben seiner schriftstellerischen Tätigkeit war er auch an Mineralogie und Botanik interessiert.
Verheiratet war Wilhelm Gerhard mit Caroline Gerhard, geborene Richter (1797–1879).
1832 wurde er zum Herzoglich Sachsen-Meiningenschen Legationsrat ernannt.
Er starb in Heidelberg auf der Rückreise aus der Schweiz. Er wurde nach Leipzig überführt und auf dem Alten Johannisfriedhof beerdigt. Von dort wurden die sterblichen Überreste 1902 in das neue Erbbegräbnis (Nr. 102) in der VIII. Abteilung des Neuen Johannisfriedhofs verbracht.

## Werke (Auswahl)

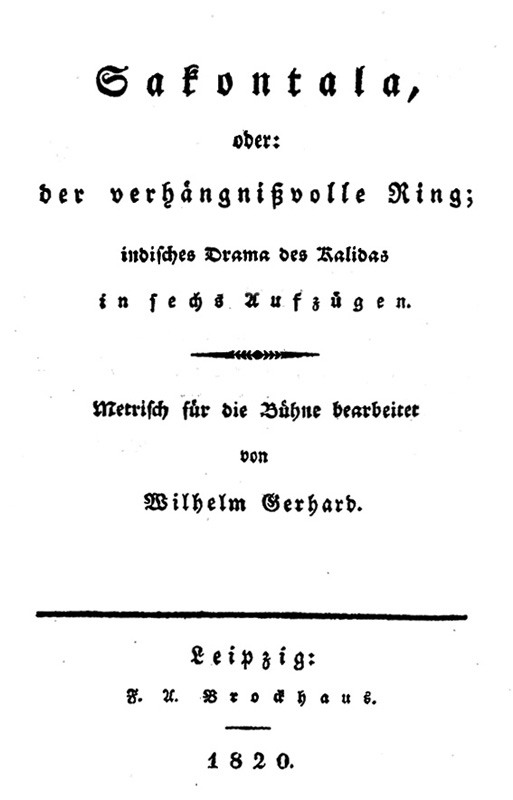
Titelblatt zu Sakontala

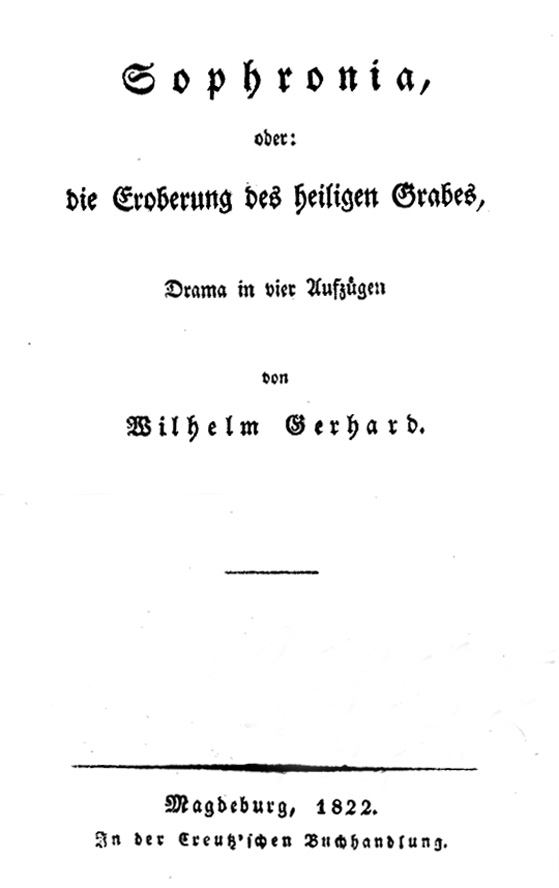
Titelblatt zu Sophronia

- Das Maurerlicht und der flammende Stern, 1812
- Maskenkalender auf das Jahr 1817, 1817
- Anakreon und Sappho, freie Nachbildung für den deutschen Gesang, 1818
- Sakontala oder Der verhängnisvolle Ring, indisches Drama, für die Bühne bearbeitet, 1820
- Sophronia oder Die Eroberung des heiligen Grabes, Drama, 1822
- Spaziergang über die Alpen, 1824
- Gedichte, 4 Bände, 1826–1828
- Wiegenweihe, Festspiel, 1828
- Blick auf einige Steuerverhältnisse im Königreich Sachsen, 1831
- Der Jahrmarkt zu Borgo di Trastullo, Festspiel, 1835
- Prologus, der Narrenfresser und Narrenauszug, Schönbartspiele zu Nutz und Kurzweil aller Fastnachtsnarren ausgeführt am 18. Februar 1840 in Gesellschaft Concordia
- Frühlings Erwachen, Festscene mit Gesang und Tanz, 1846
- sowie zahlreiche Übersetzungen

## Ehrung
- 1897 wurde im Leipziger Stadtteil Plagwitz die Gerhardstraße nach ihm benannt.[3]